# Macrothemis aurimaculata
Macrothemis aurimaculata är en trollsländeart som beskrevs av Donnelly 1984. Macrothemis aurimaculata ingår i släktet Macrothemis och familjen segeltrollsländor. IUCN kategoriserar arten globalt som otillräckligt studerad. Inga underarter finns listade i Catalogue of Life.